# The Most Beautiful Moment in Life, Pt. 1
The Most Beautiful Moment in Life, Pt. 1 (tiếng Hàn: 화양연화 pt.1; Hanja: 花樣年華 pt.1) là mini album thứ ba của nhóm nhạc nam Hàn Quốc BTS. Album được phát hành vào ngày 29 tháng 4 năm 2015 bởi Big Hit Entertainment. Nó có sẵn trong 2 phiên bản và bao gồm 9 bài hát, với "I Need U" là bài hát chủ đề và "Dope (쩔어)" là bài hát tiếp theo được quảng bá.

## Bối cảnh và phát hành
Vào ngày 6 tháng 4 năm 2015, BTS thông báo ngày trở lại của họ vào ngày 29 tháng 4, và tiết lộ rằng tất cả các thành viên đều tham gia viết bài hát cho album. Vào ngày 17 tháng 4, một comeback trailer  đã được tải lên trên kênh YouTube chính thức của Big Hit Entertainment, trong đó có bài hát intro của album do Suga trình diễn. Vào ngày 19 tháng 4, Big Hit Entertainment đã công bố tên album và bộ ảnh concept đầu tiên của các thành viên  được đăng trên tài khoản Twitter chính thức của họ. Cùng với việc tiết lộ bộ ảnh khái niệm thứ hai, Big Hit thông báo rằng hai phiên bản khác nhau của album sẽ được phát hành, hồng và trắng. Album cũng sẽ bao gồm photobook 120 trang và một photocard ngẫu nhiên. Big Hit Entertainment đã phát hành video teaser đầu tiên cho đĩa đơn chính của album "I Need U" vào ngày 23 tháng 4. Vào ngày 26 tháng 4, tracklist của album đã được tiết lộ và preview album đã được tải lên kênh YouTube của Big Hit Entertainment. Hai trong số các bài hát của album, "Boyz with Fun" và "Converse High," trước đó đã được xem trước tại buổi hòa nhạc BTS Live Trilogy Episode I: BTS Begins được tổ chức tại Seoul vào ngày 29 tháng 3.
Vào ngày 14 tháng 6, BTS đã đăng concept  cho single tiếp theo "Dope (Hangul: 쩔어; RR: jjeoreo)" thông qua trang Facebook chính thức của họ, có chú thích với dòng mở đầu của bài hát: “Chào mừng, lần đầu tiên đến với BTS? "

## Video âm nhạc
Video âm nhạc của "I Need U" được phát hành vào ngày 30 tháng 4 năm 2015. Video âm nhạc được tiết lộ là đã được chỉnh sửa để hạ tuổi từ 19+ xuống 15+, vì nó khắc họa chi tiết câu chuyện của từng thành viên của nhóm thể hiện cho những chuyện khó khăn của tuổi trẻ. Vào ngày 10 tháng 5, phiên bản 19+ nguyên bản, chưa cắt của video ca nhạc đã được phát hành, bao gồm gần hai phút các cảnh mở rộng và chứa các chủ đề tối hơn và nhiều hình ảnh đồ họa hơn video trước. Cả hai phiên bản của video âm nhạc "I Need U" đều do Lumpens sản xuất và đạo diễn.
Vào ngày 24 tháng 6, Big Hit Entertainment đã phát hành video âm nhạc của "Dope (쩔어)" trên YouTube. Nó có hình ảnh mỗi thành viên mặc các trang phục thể hiện cho các nghề nghiệp khác nhau, chẳng hạn như cảnh sát hoặc nhân viên văn phòng, trong khi nhảy vũ đạo nhanh, mạnh. Vũ đạo do Keone Madrid biên đạo và video âm nhạc do GDW sản xuất và đạo diễn.

## Quảng bá
Vào ngày 29 tháng 4 năm 2015, trước khi phát hành video âm nhạc "I Need U" vào lúc nửa đêm, BTS đã phát sóng chương trình đặc biệt trở lại trực tiếp  mang tên "I NEED U, BTS ON AIR" thông qua Naver Starcast. Vào ngày 30 tháng 4, BTS đã tổ chức màn trình diễn trở lại đầu tiên của họ trên Mnet ’s M Countdown. Hai bài hát trong album, "Boyz with Fun" và "Converse High", bị KBS cho là không thích hợp để phát sóng do lời bài hát có chứa những lời thề và tên thương hiệu, chẳng hạn như Converse, Chanel và Alexander McQueen. Ca khúc thứ hai cũng được MBC cho là không phù hợp để phát sóng. Tuy nhiên, nhóm đã tiếp tục quảng bá thành công trên nhiều kênh và nhiều chương trình khác nhau, bao gồm cả trên KBS, MBC, SBS và Arirang TV. BTS đã kết thúc chương trình quảng bá cho "I Need U" với buổi biểu diễn cuối cùng được tổ chức vào ngày 31 tháng 5 trên SBS Inkigayo.
Vào ngày 13 tháng 6, BTS đã công bố kế hoạch tổ chức các đợt quảng bá tiếp theo trên các chương trình show âm nhạc với ca khúc "Dope (쩔어)", và sau đó trở lại vào ngày 25 tháng 6 trên M Countdown. Quảng cáo cho "Dope" kết thúc vào ngày 5 tháng 7 với màn trình diễn cuối cùng của họ trên Inkigayo.

## Giải thưởng
| Sự xuất bản | Accolade                                 | Bài hát | Xếp hạng / Năm |  |
| ----------- | ---------------------------------------- | ------- | -------------- |  |
| Trung bình  | 25 bài hát K-Pop hay nhất những năm 2010 | "Dope"  | 8              |  |

| Năm  | Cơn     | Lễ                        | Giải thưởng            | Kết quả | ref |
| ---- | ------- | ------------------------- | ---------------------- | ------- | --- |
| 2015 | Ngày 17 | Mnet Asian Music Awards   | UnionPay Album của năm | Đề cử   |     |
| 2016 | ngày 30 | Giải thưởng đĩa vàng      | Disc Bonsang           | Thắng   |     |
| 2016 | Ngày 25 | Giải thưởng âm nhạc Seoul | Giải thưởng Bonsang    | Thắng   |     |

## Diễn biến thương mại 
Ngay sau khi phát hành album, "I Need U" đã trở thành cụm từ tìm kiếm thịnh hành nhất trên các trang cổng thông tin điện tử của Hàn Quốc và đứng đầu trên các bảng xếp hạng âm nhạc thời gian thực khác nhau, bao gồm Soribada, Genie và Daum Music. Bài hát cũng đã lọt vào top 10 trên các bảng xếp hạng âm nhạc thời gian thực của Melon, Bugs và Naver Music. Video âm nhạc của "I Need U" đạt một triệu lượt xem trong 16 giờ, trong khi video âm nhạc của "Dope (쩔어)" đạt một triệu lượt xem trong vòng chưa đầy 15 giờ  — kỷ lục nhanh nhất cho bất kỳ video âm nhạc nào của BTS tại thời gian đó. "Dope" đã giành được sự chú ý đáng kể trên toàn thế giới khi nó trở thành chủ đề của nhiều video phản ứng trên YouTube, đáng chú ý nhất là từ kênh Fine Brothers . "Dope" tiếp tục trở thành video âm nhạc đầu tiên của nhóm vượt qua 100 triệu lượt xem trên YouTube, đưa BTS trở thành nhóm nhạc K-pop đầu tiên ngoài "Big3" công ty giải trí Hàn Quốc (SM, YG và JYP) đạt được thành tích này.
Vào ngày 5 tháng 5 năm 2015, "I Need U" đã giành vị trí quán quân trên chương trình âm nhạc SBS MTV 's The Show của Hàn Quốc, đánh dấu chiến thắng trên chương trình âm nhạc đầu tiên kể từ khi ra mắt. Nhóm tiếp tục giành được một giải thưởng bổ sung trên The Show, một giải trên Show Champion của đài MBC, một giải trên M Countdown của Mnet và một giải trên Music Bank của KBS, với tổng cộng năm giải thưởng. Tại Hàn Quốc, đĩa đơn "I Need U" đã ra mắt ở vị trí thứ 5 trên cả Gaon Weekly Digital Chart  và Gaon Download Chart với 93,790 bản nhạc số được bán ra trong tuần đầu tiên. Đĩa đơn tiếp tục thu về hơn 850.000 lượt tải xuống kỹ thuật số. Ngoài ra, album ra mắt ở vị trí thứ hai trên Bảng xếp hạng Album hàng tuần Gaon và vươn lên vị trí số một vào tuần sau đó. Nó đạt vị trí thứ hai trên Bảng xếp hạng Album hàng tháng của Gaon vào tháng Năm. Tại Trung Quốc, BTS đứng vị trí số một trong hai tuần liên tiếp trên Bảng xếp hạng Gaon Weibo, thứ hạng hàng tuần của 10 nghệ sĩ Hàn Quốc nổi tiếng nhất dựa trên dữ liệu thu thập từ nền tảng mạng xã hội phổ biến nhất Trung Quốc, Weibo. Tại Nhật Bản, album ra mắt ở vị trí thứ 24 trên Bảng xếp hạng album hàng tuần của Oricon  và hạng 45 trên Bảng xếp hạng album hàng tháng của Oricon. The Most Beautiful Moment in Life, Part 1 là album bán chạy thứ sáu tại Hàn Quốc trong năm 2015 với doanh số hơn 200.000 bản.
BTS đã có tổng cộng sáu bài hát trên <i id="mw4Q">Bảng xếp hạng các</i> bài hát kỹ thuật số thế giới <i id="mw4Q">Billboard</i>, với "I Need U" xếp hạng cao nhất ở vị trí thứ tư, tiếp theo là "Dope" (số 11), "Hold Me Tight" (số 12), "Boyz với Fun "(số 13)," Converse High "(số 15), và" Outro: Love is Not Over "(số 25). Vào ngày 11 tháng 7, sau khi hoàn thành các hoạt động quảng bá tiếp theo, "Dope" đã đạt vị trí thứ ba trên bảng xếp hạng World Digital Songs. Album cũng ra mắt ở vị trí thứ hai trên Billboard World Albums Chart, đạt vị trí thứ sáu trên Billboard Top Heatseekers Chart, và lần đầu tiên lọt vào Billboard Independent Albums Chart ở vị trí thứ 20, tất cả đều là cao nhất đối với bất kỳ album nào của BTS. vào thời điểm đó.  The Most Beautiful Moment in Life, Part 1 được Fuse vinh danh là một trong "27 Album xuất sắc nhất năm 2015 cho đến nay", đứng ở vị trí thứ 24, với BTS là nghệ sĩ Hàn Quốc duy nhất được công nhận trong danh sách.

## Danh sách bài hát
Các khoản ghi chú được trích từ album vật lý, và các bài hát đã đăng ký trong KOMCA.
| STT              | Nhan đề                                                                              | Sáng tác                                          | Sản xuất             | Thời lượng |
| ---------------- | ------------------------------------------------------------------------------------ | ------------------------------------------------- | -------------------- | ---------- |
| 1.               | "Intro: The Most Beautiful Moment in Life" (Intro: Hwayangyeonhwa / Intro: 화양연화) | Slow Rabbit Suga                                  | Slow Rabbit; Suga    | 2:03       |
| 2.               | "I Need U"                                                                           | Pdogg "Hitman" Bang RM Suga J-Hope Brother Su     | Pdogg                | 3:31       |
| 3.               | "Hold Me Tight" (Jabajwo / 잡아줘)                                                   | Slow Rabbit Pdogg V RM Suga J-Hope                | Slow Rabbit          | 4:35       |
| 4.               | "Skit: Expectation!"                                                                 |                                                   | Pdogg "Hitman" Bang  | 2:27       |
| 5.               | "Dope" (Jjeoreo / 쩔어)                                                              | Pdogg Gwis Bang Mang "Hitman" Bang RM Suga J-Hope | Pdogg                | 4:00       |
| 6.               | "Boyz With Fun" (Heungtan sonyeondan / 흥탄소년단)                                   | Suga Pdogg "Hitman" Bang RM J-Hope Jin Jimin V    | Suga Pdogg           | 4:04       |
| 7.               | "Converse High"                                                                      | Pdogg Slow Rabbit RM Suga J-Hope                  | Pdogg Slow Rabbit    | 3:29       |
| 8.               | "Moving On" (Isa / 이사)                                                             | Pdogg RM Suga J-Hope                              | Pdogg                | 4:52       |
| 9.               | "Outro: Love Is Not Over"                                                            | Jungkook Slow Rabbit Pdogg Jin                    | Jungkook Slow Rabbit | 2:23       |
| Tổng thời lượng: | Tổng thời lượng:                                                                     | Tổng thời lượng:                                  | Tổng thời lượng:     | 31:30      |

## Bảng xếp hạng
Phần ghi danh ghi theo trong album vật lý.
| STT | Nhan đề | Thời lượng |
| --- | ------- | ---------- |

| Belgium Albums(Flanders Ultratop) | 186 |
| Belgium Albums(Wallonia Ultratop) | 180 |
| China Weibo Chart                 | 1   |
| Japan Oricon Albums Chart         | 24  |
| South Korea Gaon Album Chart 2015 | 1   |
| South Korea Gaon Album Chart 2016 | 1   |
| US Billboard World Albums Chart   | 2   |
| US Billboard Independent Albums   | 20  |
| US Top Heatseekers (Billboard)    | 6   |
| Japanese edition                  |     |
| Japan Oricon Albums Chart         | 9   |

| Chart (2015-2016)            | Peak position |
| ---------------------------- | ------------- |
| South Korea Gaon Album Chart | 1             |
| Japan Oricon Albums Chart    | 45            |

| Chart                             | Position |
| --------------------------------- | -------- |
| South Korea 2015 Gaon Album Chart | 6        |
| South Korea 2016 Gaon Album Chart | 25       |
| South Korea 2017 Gaon Album Chart | 60       |
| South Korea 2018 Gaon Album Chart | 59       |
| South Korea 2019 Gaon Album Chart | 69       |

| Billboard World Digital Songs (2015) | Peak position |
| ------------------------------------ | ------------- |
| "I Need U"                           | 4             |
| "Dope (쩔어)"                        | 3             |
| "Hold Me Tight"                      | 12            |
| "Boyz with Fun"                      | 13            |
| "Converse High"                      | 15            |
| "Outro: Love Is Not Over"            | 10            |

| Billboard Philippines Hot 100 (2017) | Peak position |
| ------------------------------------ | ------------- |
| "I Need U"                           | 19            |
| "Dope (쩔어)"                        | 51            |